# Pulgaon
Pulgaon è una città dell'India di 36.506 abitanti, situata nel distretto di Wardha, nello stato federato del Maharashtra. In base al numero di abitanti la città rientra nella classe III (da 20.000 a 49.999 persone).

## Geografia fisica
La città è situata a 20° 43' 60 N e 78° 19' 60 E e ha un'altitudine di 284 m s.l.m..

## Società

### Evoluzione demografica
Al censimento del 2001 la popolazione di Pulgaon assommava a 36.506 persone, delle quali 18.942 maschi e 17.564 femmine. I bambini di età inferiore o uguale ai sei anni assommavano a 3.689, dei quali 1.928 maschi e 1.761 femmine. Infine, coloro che erano in grado di saper almeno leggere e scrivere erano 29.241, dei quali 16.120 maschi e 13.121 femmine.